# Finansinspektionens författningssamling
Finansinspektionens författningssamling (FFFS) innehåller en samling föreskrifter och allmänna råd som Finansinspektionen (Fi) utfärdat.
Författningssamlingen innehåller föreskrifter och allmänna råd. Dessa kompletterar och preciserar de regler som finns i lagar och förordningar inom myndighetens verksamhetsområde. Föreskrifter är bindande regler. Allmänna råd är inte bindande regler utan en rekommendation från myndigheten.
För att Finansinspektionen ska kunna utfärda föreskrifter krävs att de har ett bemyndigande från regeringen för det. Det krävs dock inte något bemyndigande för att myndigheten ska kunna utfärda allmänna råd inom sitt verksamhetsområde.